# Josef Callenberg

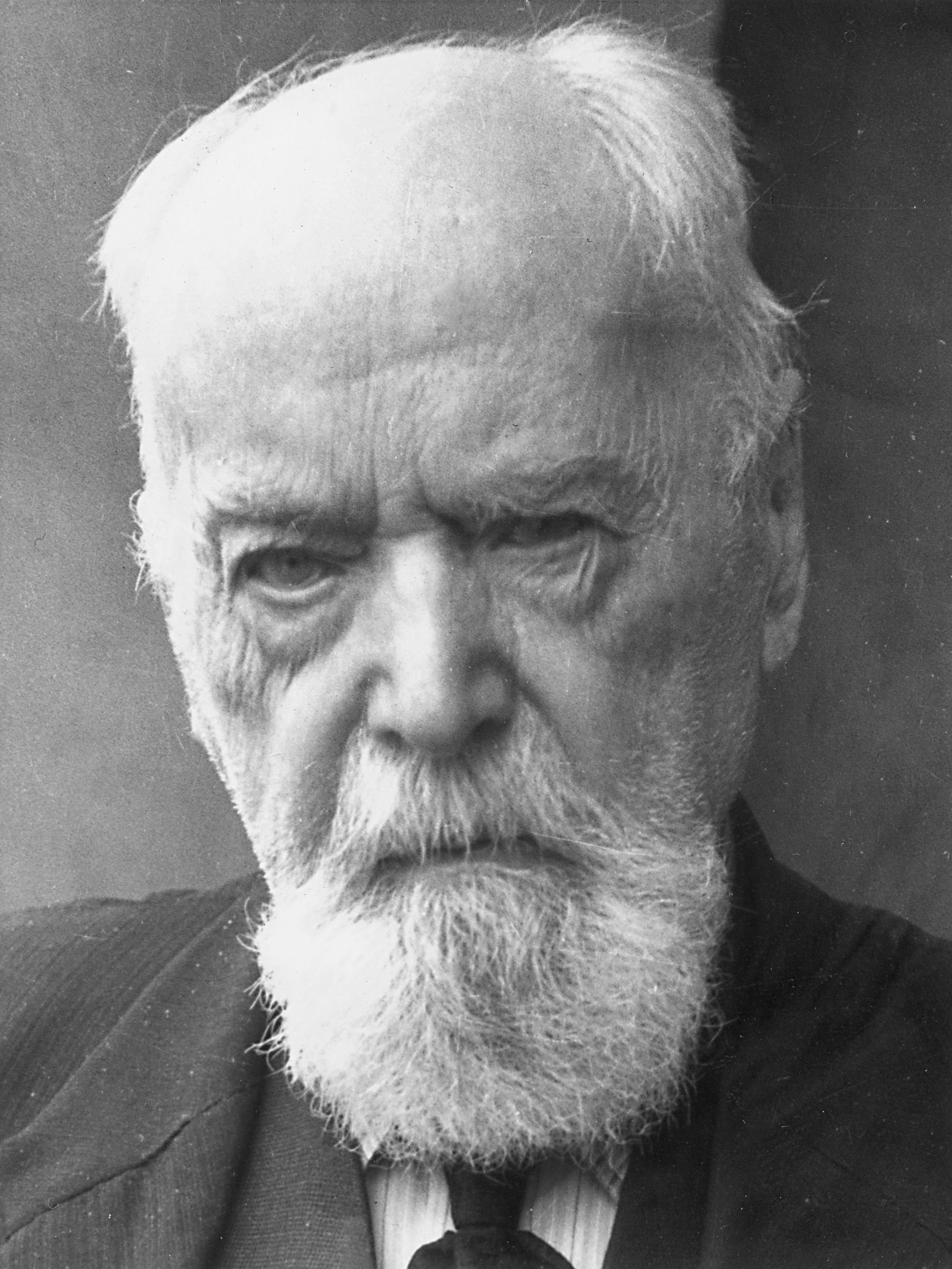
Josef Callenberg

Josef Callenberg (* 8. September 1854 in Sigmaringen; † 19. November 1960 in Münster) war ein deutscher Baumeister.

## Leben
Callenberg kam als viertes von neun Kindern zur Welt. Als er 5 Jahre alt war, zog die Familie nach Lippstadt. 1873 bestand er die Abiturprüfung. Nach einem vierjährigen Studium an der Königlichen Bauakademie in Köln bestand er die erste Staatsprüfung als Regierungsbauführer im Hochbau- und Ingenieurfach.
1895 übernahm er die Leitung des Hochbauamtes in Memel. In der Stadt baute er das Landgerichtsgebäude, das Gotteshaus und das Lepraheim Memel. Auch die Kirchen in Plicken, Dawillen und Schwarzort entstanden nach seinen Plänen. Seit 1909 wirkte er als Regierungsbaurat in Allenstein. Während des Ersten Weltkrieges war er in der Kriegshilfskommission für die Provinz Ostpreußen tätig. Ihm oblag der Wiederaufbau der von den Russen zerstörten Städte und Dörfer. Weitere Stationen waren Metz, Münster und Karlsruhe, der Rheingaukreis und der Kreis Sankt Goarshausen sowie Eltville am Rhein. Überall baute er Kirchen, Lehranstalten, Empfangsgebäude und Bahnhöfe. 1916 wurde er zur Regierung in Düsseldorf versetzt. 1920 als Oberregierungs- und Oberbaurat pensioniert, zog er nach Münster. Er wurde 106 Jahre alt.